# روح الجماعات
روح الجماعات (بالفرنسية: Psychologie du Socialisme)‏ يعد المؤلف الأول للكاتب الفرنسي جوستاف لوبون تضمن الكتاب معضم أطروحات المؤلف في علم الاجتماع وعلم النفس الاجتماعي، وينقسم الكتاب إلى ثلاث أبواب رئيسية وتسعة وعشرون فصلا فرعيا تضمن المؤلف عناصر التأثير في المجتمعات من نواحي الوراثة والبيئة من خلال تأثير القيادات أو الآراء المتناقلة ( العدوي النفسية ) بين الأفراد ؛ وحتى عناصر التربية والثقافة الشعبية أو الأفكار المتوارثة.
ترجع شهرة الكتاب في زمنه وبقائه ضمن دائرة دراسة القراء إلى تضمنه عناصر وكيفية تحرك المجتمعات والتأثير بها وغيرها من المباحث المهمة كفرق تأثر النساء عن الرجال أو الصبيان خلال وقوع نوع من الحوادث وأصح الآراء والشهادات لاتخازها حسب رأى الكاتب وبعض التلميحات المهمة في علم النفس داخل عقلية المجتمع وطريقة تكونها من خلال عامل الزمن وتراكم التجارب وانتشار المفهوم الواحد لدى الجمهور ومن ثم تحولها إلى دوجما أو دوغماتية داخل فكر المجتمع.
أشار هذا المؤلف إلى بعض بعض العوامل المهمة في توزع الرأى الواحد داخل الجمهور من خلال عامل النفوذ والتوكيد والتكرار بين الجماعة وأنه ليس من الضروري أن يكون المفهوم منطقيا أو صحيحا بالكامل لكي يلقى القبول المناسب داخل المجتمع فيكفي تكرار المفاهيم على أنها حقيقة باستمرار مع موافقة أصحاب النفوذ والتأثير داخل الجماعة حتى تنتشر بين الأفراد دون إثبات منطقي واضح وأن هذا يندرج مع طبيعة الجماعات وطرق تفكيرها التي تختلف عن طريقة تفكير الفرد الواحد داخل دائرة الأنثروبولوجيا.
وغير أن الكاتب جوستاف لوبون قد قد دون الكثير من مواقفه في السياسة الفرنسية اخطاءها والتربية والتعليم داخل فرنسا وبقية أوروبا إلى أن روح الجماعات يبقى داخل المجلدات المعروفة بمحتواها لعلم الاجتماع.

## وصلات خارجية
- نسخة مترجمة للكتاب من قبل مؤسسة هنداوي للتعليم والثقافة